# Gresin
Gresin è un ex comune francese di 362 abitanti situato nel dipartimento della Savoia della regione dell'Alvernia-Rodano-Alpi. Dal 1º gennaio 2019 è stato fuso con i comuni di Saint-Genix-sur-Guiers e Saint-Maurice-de-Rotherens, divenuti comuni delegati, per formare il nuovo comune di Saint-Genix-les-Villages.

## Società

### Evoluzione demografica
Abitanti censiti